# Handré Pollard
Handré Pollard (Somerset West, 11 marzo 1994) è un rugbista a 15 sudafricano, mediano d'apertura del Leicester. Nel 2019 e nel 2023 ha vinto la Coppa del Mondo con il Sudafrica.

## Biografia
Proveniente da Somerset West, nella provincia del Capo Occidentale, Pollard compì gli studi superiori a Paarl e si mise subito in luce a livello giovanile, tanto da venir convocato a 18 anni nel Sudafrica U-20 che nel 2012 vinse il campionato mondiale giovanile; in quello stesso anno i Blue Bulls di Pretoria gli offrirono un contratto, strappandolo così alla provincia di origine.
Entrò anche a far parte della selezione dell'Università di Pretoria per cui disputò la Varsity Cup, oltre a disputare la Currie Cup con i Blue Bulls.
Nel corso del Super Rugby 2013 esordì anche nella franchise di Super Rugby dei Bulls e, nel giugno 2014, anche negli Springbok in un test match contro la Scozia.
Dopo tale incontro fu schierato titolare nel Rugby Championship 2014.
Fu incluso come titolare nella rosa del Sudafrica alla Coppa del Mondo di rugby 2015 in cui gli Springbok si classificarono al terzo posto finale; quattro anni più tardi divenne campione del mondo in Giappone e si trasferì in Europa al Montpellier.
Aggiudicatosi con il club francese la Challenge Cup 2020-21, Pollard annunciò a dicembre 2021 di avere raggiunto un accordo con gli inglesi del Leicester dalla stagione 2022-23.

## Palmarès
- Coppe del mondo: 2
Sudafrica: 2019, 2023
- Challenge Cup: 1
Montpellier: 2020-21
- Campionati francesi: 1
Montpellier: 2021-22